# Sanctuaire Petite-Fleur de Royal Oak
Pour les articles homonymes, voir sanctuaire Petite-Fleur.
Le sanctuaire Petite-Fleur de Royal Oak, ou officiellement sanctuaire national de la basilique Petite-Fleur (en anglais : National Shrine of the Little Flower Basilica,) est une église située à Royal Oak dans l’État du Michigan aux États-Unis, que l’Église catholique rattache en tant qu’église paroissiale à l’archidiocèse de Détroit. Le pape François signe son décret basilical le 23 décembre 2014 et elle devient donc basilique mineure le 31 janvier 2015 ; et la Conférence des évêques catholiques des États-Unis l’a désigné sanctuaire national en 1998,,,, le cinquième.
L’édifice est terminé en deux étapes entre 1931 et 1936. Le sanctuaire est sis au 2100 West Twelve Mile Road. La construction a été financée grâce aux émissions radiodiffusées du père Charles Coughlin dans les années 1930.

## Historique
Le sanctuaire est consacré à sainte Thérèse de l’Enfant-Jésus (surnommée « la Petite Fleur »). La construction commence en 1926 dans un quartier majoritairement protestant. Deux semaines après son ouverture, le Ku Klux Klan brûle une croix devant la porte en signe d’hostilité. La structure de bois est, en conséquence, détruite par un incendie, le 17 mars 1936. La construction de cette église Art déco recommence en 1931 et se termine en 1936. L’architecte new-yorkais Henry J. McGill en est l’auteur.
Le pape François l’élève au statut de basilique mineure, le 31 janvier 2015. 

## Illustrations

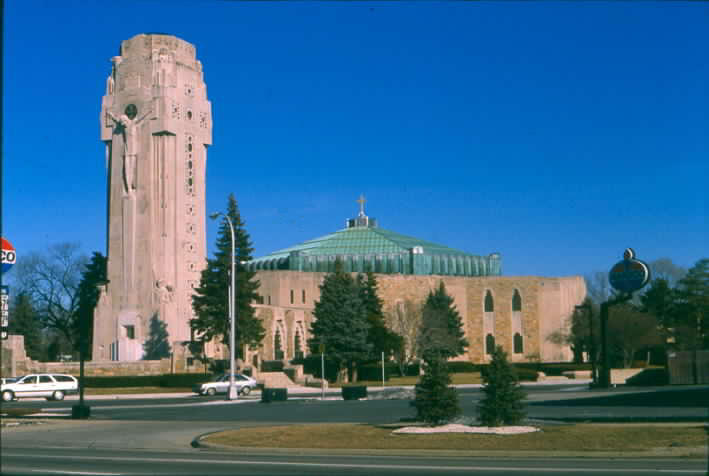
Extérieur de la basilique.
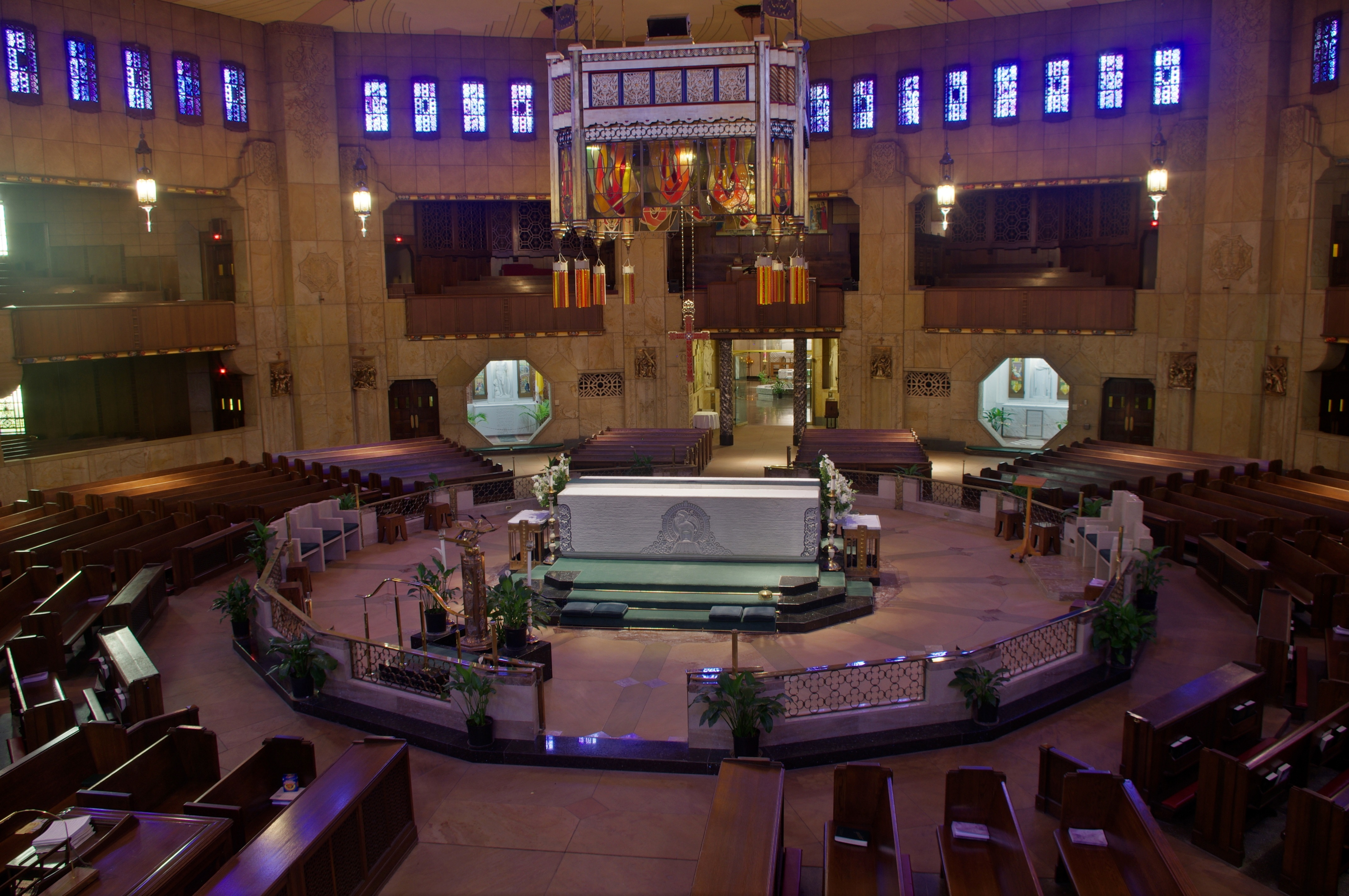
Intérieur de la basilique.